# Fernando García de Cortázar
Fernando García de Cortázar Ruiz de Aguirre (Bilbao, 4 de setembre de 1942) és un sacerdot jesuïta i historiador espanyol. Guardonat amb el Premio Nacional de Historia de España 2008, és catedràtic d'Història Contemporània de la Universitat de Deusto, director de les fundacions Dos de Mayo, Nación y Libertad i Vocento.

## Carrera professional
Ha dirigit més de cinquanta-sis tesis doctorals, defensades en diferents universitats espanyoles i estrangeres i ha estat condecorat amb la Orde del Mèrit Constitucional d'Espanya i la Orde de les Palmes Acadèmiques de França.
Ha escrit més de 60 llibre alguns traduïts a altres idiomes i molts d'ells repetidament editats aconseguint també popularitzar la història d'Espanya mitjançant la premsa i les sèries de televisió dirigides per ell com la reeixida "Memoria de España". Ha estat també coautor de la sèrie televisiva "España en Guerra", autor de la sèrie "La Guerra Civil en el País Vasco". Tant la Història del País Basc, com la Història d'Espanya i del món o la metodologia i la Història de l'Església han estat objecte de l'atenció al llarg de la seva obra i de la seva tasca investigadora.
Des de 1986 és acadèmic corresponent per Biscaia de la Reial Acadèmia de la Història.
Ha dirigit l'obra monumental "La Historia en su Lugar" de deu volums en la qual han col·laborat 200 historiadors espanyols i estrangers i en la qual s'enllaça la història local amb la història nacional. Té també una història d'Espanya pel 2n de Batxillerat i un "Atlas de Historia de España" en el qual repassa, a través de 520 mapes, la història social, econòmica, religiosa i cultural d'Espanya. La seva última obra "Historia de España Desde el Arte" permet apuntar-se al passat a través de les preguntes i respostes que suggereix el patrimoni artístic espanyol. Gràcies a ella va obtenir l'any 2008 el Premio Nacional de Historia de España, atorgat pel Ministeri de Cultura.
De la "Breve Historia de España" s'ha dit que és l'èxit editorial més important de la historiografia espanyola dels últims anys.
Forma part del Patronat d'Honor de la Fundación para la Defensa de la Nación Española des del 22 de març de 2006 (DENAES) que té per objecte la pretensió de recuperar i impulsar des de la societat civil el coneixement i la reivindicació de la nació espanyola.
Recentment va impartir un curs semestral d'Història Hispànica al Centre d'Estudis Garrigues del Despatx Garrigues a estudiants mexicans d'excel·lència del Tecnològic de Monterrey com a part del Programa Internacional d'Honors: Ètica i Humanitats per a una Ciutadania Global, producte d'un acord educatiu entre la institució universitària mexicana i el Centre Garrigues. Actualment es troba com a part del professorat titular de la segona edició d'aquest programa.

## Obra
Entre les obres destaquen:
- Historia del mundo actual
- Los pliegues de la tiara: la Iglesia y los Papas del Siglo XX
- Diccionario de historia del País Vasco
- Álbum de la historia de España
- España, 1900. De 1898 a 1923
- Biografía de España
- Breve historia de España
- Breve historia del siglo XX
- Fotobiografía de Franco
- Historia de España: de Atapuerca al euro
- Los mitos de la historia de España
- Los perdedores de la historia de España
- Historia de España desde el Arte
- Breve historia de la cultura en España
- El siglo XX: diez episodios decisivos
- Pequeña historia del mundo
- Leer España
- Historia de España para dummies